# SC Sperber Hamburg
SC Sperber Hamburg – niemiecki klub sportowy z hamburskiej dzielnicy Alsterdorf (Hamburg-Nord).

## Historia
- 15.10.1923 – został założony jako SC Sperber Hamburg
- 27.09.1907 – połączył się z FC Saxonia 1906 Hamburg tworząc SC Sperber Saxonia Hamburg
- 1909 – zmienił nazwę na SC Sperber Hamburg
- 1919 – połączył się z Winterhude-Eppendorfer TV 1880 tworząc VfTuRa Hamburg
- 1945 – został rozwiązany
- 1945 – został na nowo założony jako SC Sperber Hamburg

## Sukcesy
- 5 sezonów w Regionallidze Nord (2. poziom): 1966/67-1968/69 i 1970/71-1971/72.